# ناحیه مرکزی جسر الشغور
ناحیه مرکزی جسر الشغور (به عربی: ناحیة مرکز جسر الشغور) یک ناحیه در سوریه است که در منطقه جسرالشغور واقع شده‌است. ناحیه مرکزی جسر الشغور ۸۹٬۰۲۸ نفر جمعیت دارد.